# 大山郵便局 (山形県)
大山郵便局（おおやまゆうびんきょく）は、山形県鶴岡市にある郵便局。
郵便区番号「997-11」「997-12」及び「999-74」の配達を受け持つ。

## 概要
住所：〒997-1199 山形県鶴岡市大山2-23-26

## 郵便区内の無集配郵便局
- 善宝寺郵便局：〒997-1117　山形県鶴岡市下川関根111-9
- 加茂郵便局：〒997-1204　山形県鶴岡市加茂加茂127
- 湯野浜郵便局：〒997-1201　山形県鶴岡市湯野浜1-1-21
- 三瀬郵便局：〒999-7463　山形県鶴岡市三瀬戊209
  - 由良郵便局：〒999-7464　山形県鶴岡市由良1-18-18

## 沿革
- 1874年（明治7年） - 大山郵便取扱所として開局[2]。
- 1875年（明治8年）1月1日 - 五等郵便局の大山郵便局となる[2]。
- 1876年（明治9年） - 大山村ノ内大山郵便局に改称[2]。
- 1881年（明治14年）7月 - 四等郵便局となる[2]。
- 1885年（明治18年）6月10日 - 貯金預所開設[3]。
- 1886年（明治19年）
  - 4月26日 - 三等郵便局となる[4]。
  - 6月1日 - 大山郵便局に改称[5]。
- 1890年（明治23年）
  - 7月16日 - 郵便為替事務開始、但し小為替振出事務は取り扱わず[6]。
  - 8月16日 - 大山郵便電信局に改称、但し欧文電報及び欧字・亜剌比亜数字を記入した和文電報は取り扱わず[7]。
- 1892年（明治25年）6月1日 - 小為替振出事務開始[8]。
- 1894年（明治27年）5月16日 - 電信為替事務開始[9]。
- 1896年（明治29年）7月1日 - 小包郵便取扱開始[10]。
- 1903年（明治36年）4月1日 - 通信官署官制の施行に伴い大山郵便局となる[11]。
- 1908年（明治41年）3月31日 - 集配区内に善寶寺郵便局（三等、無集配）開局[12]。
- 1909年（明治42年）9月11日 - 電話通話事務開始[13]。
- 1914年（大正3年）10月6日 - 特設電話加入申請受理開始[14]。
- 1915年（大正4年）1月1日 - 電話交換業務開始、併せて加入者の託送電報も取扱う[15]。
- 1919年（大正8年）12月5日 - 陸羽西線（現羽越本線）鶴岡-羽前大山間開通に伴い鉄道郵便線路開通、その受渡局となる[16]。
- 1932年（昭和7年）10月26日 - 善宝寺郵便局にて電話事務開始[17]。
- 1955年（昭和30年）2月15日 - 善宝寺郵便局にて風景入通信日附印使用開始[18]。
- 1956年（昭和31年）11月30日 - 善宝寺郵便局にて電話交換事務廃止、大山郵便局が継承[19]。
- 1962年（昭和37年）11月15日 - 風景入通信日附印使用開始[20]。
- 1968年（昭和43年）12月8日 - 大山郵便局（電話交換及び和文電報配達）及び善宝寺郵便局（和文電報配達）にて電気通信業務廃止、大山電報電話局に移管[21][22]。
- 1970年（昭和45年）7月1日 - 郵便区内に西茨新田簡易郵便局開局[23]。
- 1984年（昭和59年）2月1日 - 鉄道郵便受渡廃止[24]。
- 1995年（平成7年）8月16日 - 西茨新田簡易郵便局が一時閉鎖[25]。
- 1996年（平成8年）3月31日 - 西茨新田簡易郵便局廃止、大山郵便局が事務継承[26]。
- 2004年（平成16年）3月1日 - 加茂郵便局の集配業務を移管[27]。
- 2019年（平成31年）3月4日 - 三瀬郵便局の集配業務を移管。

## 周辺
- 鶴岡信用金庫大山支店
- きらやか銀行大山支店